# Glenea curtipennis
Glenea curtipennis är en skalbaggsart som beskrevs av Maurice Pic 1943. Glenea curtipennis ingår i släktet Glenea och familjen långhorningar. Inga underarter finns listade i Catalogue of Life.